# Кобылкинский сельсовет
Кобылкинский сельсовет — сельское поселение в Каменском районе Пензенской области Российской Федерации.
Административный центр — село Кобылкино.

## История
Статус и границы сельского поселения установлены Законом Пензенской области от 2 ноября 2004 года № 690-ЗПО «О границах муниципальных образований Пензенской области».

## Население
| 2002  | 2010  | 2012  | 2013  | 2014  | 2015  | 2016  |
| ----- | ----- | ----- | ----- | ----- | ----- | ----- |
| 1692  | ↘1637 | ↘1596 | ↘1582 | ↘1538 | ↘1523 | ↘1482 |
| 2017  | 2018  | 2021  |       |       |       |       |
| ↘1478 | ↘1440 | ↘1185 |       |       |       |       |

## Состав сельского поселения
| № | Населённый пункт   | Тип населённого пункта       | Население |
| - | ------------------ | ---------------------------- | --------- |
| 1 | Кобылкино          | село, административный центр | ↘1506     |
| 2 | Львовская Варежка  | село                         | ↘16       |
| 3 | Покровская Варежка | село                         | ↘115      |